# Harry Potter in ognjeni kelih
Harry Potter in ognjeni kelih je četrta knjiga o Harryju Potterju pisateljice J. K. Rowling. V angleščini je bila izdana leta 2000, v slovenščini pa leto kasneje, leta 2001. Prevedel jo je Jakob J. Kenda. Po knjigi je bil posnet tudi film.

## Vsebina knjige
Zgodba se začne s Harryjevimi morečimi sanjami o Mrlakensteinu in Mariusu Mallyju. Nato pa se z Weasleyjevimi odpravi na svetovno prvenstvo v quidditchu, ki pa se konča z velikim preplahom. Jedci smrti se prvič po Mrlakensteinovem padcu upajo prikazati, poleg tega pa mučijo nedolžne bunkeljne. Na nebu se prikaže tudi Temno znamenje, ki ga ni bilo videti že 14 let.
Ko pridejo na Bradavičarko, jim ravnatelj Albus Dumbledore pove, da se bo na šoli odvijal trišolski turnir, ki ga priredijo na vsakih 400 let.V tem se za pokal potegujejo prvaki iz treh šol (Bradavičarke, Beauxbatonsa in Durmstranga). Za prvaka Bradavičarke je že določen Cedric Diggory, vendar je Ognjeni kelih določil tudi Harryja.
Harry se skozi zgodbo zapleta v številne nevarnosti in se srečuje z najrazličnejšimi ovirami. Med trišolskim turnirjem mora zmaju ukrasti zlato jajce, rešiti Rona iz ujetništva morskih ljudi, na koncu pa se preboriti skozi ogromen labirint. Do keliha, ki je cilj tekmovanja skozi labirint, prideta istočasno s Cedricom Diggorijem. Dotakneta se ga oba naenkrat, kelih pa je uročen in ju odnese na pokopališče, kjer ju čaka Marius Mally.
Ta ubije Cedrica, Harryja pa zveže in s pomočjo njegove krvi povrne Mrlakensteinu telo. Ta skliče k sebi svoje Jedce smrti, nato pa se dvobojuje s Harryjem. Njuni čarobni palici na dvoboj odreagirata neobičajno, saj imata isto sredico. Iz Mrlakensteinove palice se izvijejo duhovi ljudi, ki jih je ubil ter ga zamotijo, da lahko Harry pobegne.
Izkaže se, da je profesor za obrambo pred mračnimi silami Alastor "Noruč" Nergga v resnici Mrlakensteinov sluga, ki je s pomočjo čarobnega napoja prevzel Alastorjevo podobo. Dumbledore Harryja reši v zadnjem trenutku, morakvarji pa Mrlakensteinovemu slugi izsrkajo dušo, zato ni nobenega dokaza, da se je Mrlakenstein res vrnil.

## Dosežki
- Scottish Arts Council knjižne nagrade-2001
- Otroške knjižne nagrade v 9-11 kategoriji-2001
- Winner of the Hugo nagrade-2001
- Whitaker's Platinum knjižne nagrade-2001

## Podatki
- Podrobneje o knjigi